# ایشیگاکی ۱۰۱۷۹
سیارک ۱۰۱۷۹ (به انگلیسی: 10179 Ishigaki، نامگذاری:1996DE) ده هزار و صد و هفتاد و نهمین سیارک کشف شده‌است که در ۱۸ فوریه ۱۹۹۶ کشف شد.